# Apostelkirche (Ani)

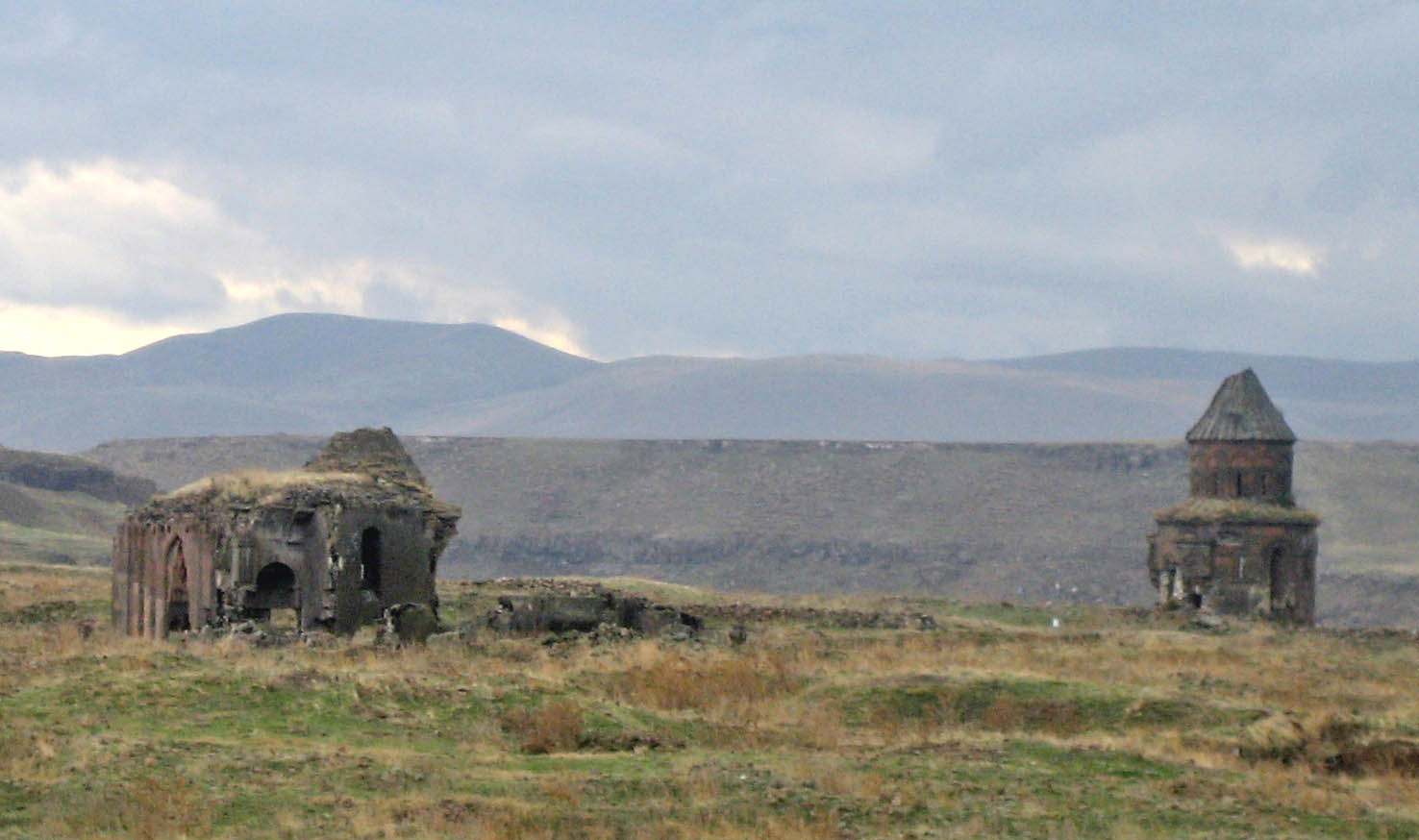
Apostelkirche. Սուրբ Առաքելոց եկեղեցի

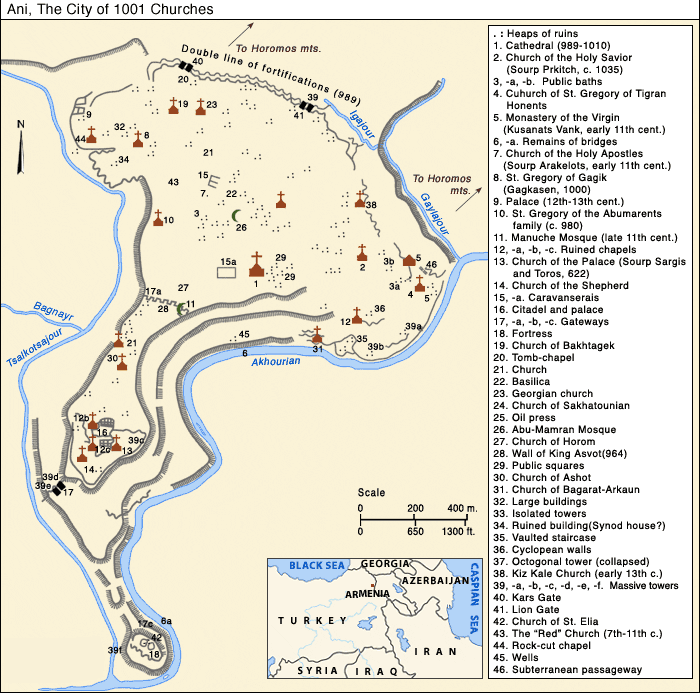
Plan von Ani. Die Apostelkirche befindet sich bei 7.

Die Apostelkirche (türkisch Havariler Kilisesi) ist eine mittelalterliche armenische Kirche, die sich in den Ruinen der ehemaligen armenischen Hauptstadt Ani befindet, in der Region Ostanatolien der heutigen Türkei.
Die Kirche stammt aus dem 11. Jahrhundert und ist den Heiligen Aposteln gewidmet, sie heißt auf armenisch : Սուրբ Առաքելոց եկեղեցի Surp Aṛak’elots’ egeghets’i.

## Lage und Charakteristiken

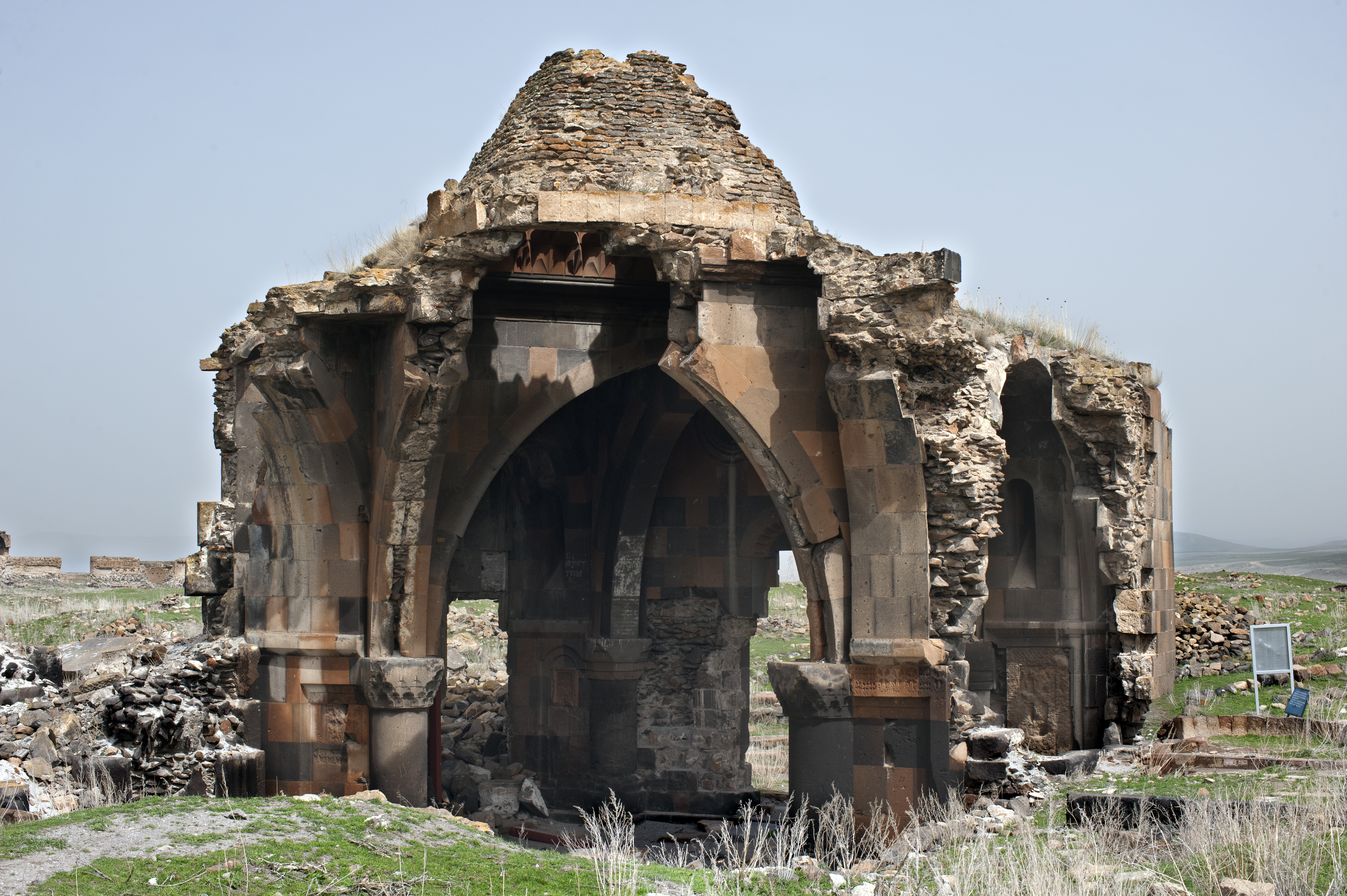
Nahansicht auf die Kirche

Die Apostelkirche befindet sich nördlich von Ani, Hauptstadt des Königreichs Armenien im äußersten Osten der Türkei in der Provinz Kars an der Grenze zur Republik Armenien; die Kirche selbst liegt 500 Meter weiter im Norden. Auf der Stätte befindet sich die Sankt-Gregor-Kirche von Abugramenz 200 Meter weiter südwestlich und die Kirche Sankt Gregor von Gagkschen 220 Meter weiter nordwestlich.
Die Kirche liegt komplett in Ruinen: der einzige Teil, der noch steht, ist der Schamatun. Er hat eine viereckige Form mit einer Kuppel auf vier Säulen. Eine Laterne überdeckt die zentrale Öffnung der Kuppel und bildet eine Art Pyramidenstumpf. Im Gemäuer sind – mit Ornamenten verziert – die politischen und wirtschaftlichen Entscheidungen der Stadt Ani eingraviert. Sie betreffen Entscheidungen über die Steuern für Seidenbau und Bildwirkerei aus dem Jahre 1276, sowie das Verbot von Handel auf den Straßen während der Erdbeben, ebenfalls aus dem 13. Jahrhundert.
Die Apostelkirche ist auch außen quadratisch. Der Außenplan ist ein Vierpass: ein zentraler Platz, der von vier halbrunden Apsiden umgeben ist.